# دانيال جونز (لاعب كرة قدم أمريكية، مواليد 1997)
دانيال جونز (بالإنجليزية: Daniel Jones)‏ هو لاعب كرة قدم أمريكية أمريكي، ولد في 27 مايو 1997 في تشارلوت في الولايات المتحدة.

## وصلات خارجية
- دانييل جونز على موقع إي إس بي إن.كوم (أن.أف.أل)3
- دانييل جونز على موقع مرجع كرة القدم المحترفة.كوم (الإنجليزية)
- دانييل جونز على موقع كلية كرة القدم في سبورتس رفرنس.كوم (الإنجليزية)